# Hans Erasmus von Tattenbach

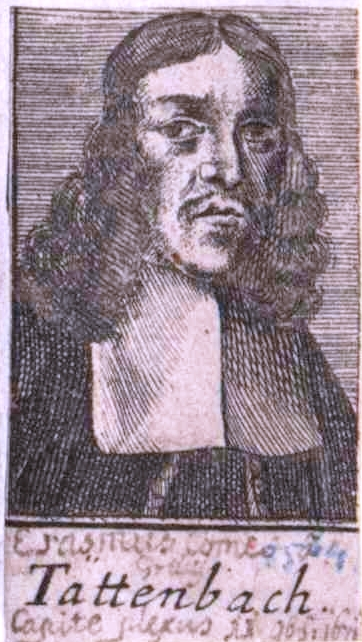
Hans Erasmus Graf von Tattenbach

Hans Erasmus Graf von Tattenbach (* 3. Februar 1631; † 1. Dezember 1671 in Graz) war ein Beteiligter an der Magnatenverschwörung.

## Leben
Graf von Tattenbach besaß mehrere Herrschaften im heutigen Slowenien, das damals Untersteiermark genannt wurde und hatte außerdem Besitz in Schlesien. Er stammte aus der älteren bayerischen Linie des Adelsgeschlechtes der von Tattenbach. Hans Erasmus von Tattenbach war Statthaltereirat der Steiermark, er wird als charakterschwach, naiv und selbstgefällig beschrieben.
Auf persönliche Vorteile spekulierend, konspirierte er mit den habsburgfeindlichen kroatischen und ungarischen Magnaten ab 1667 in der Magnatenverschwörung. Von seinem eigenen Kammerdiener verraten, wurde er im Zuge der Zerschlagung des Aufstandes verhaftet und des Hochverrates für schuldig befunden. Folglich wurde ein Großteil seiner Besitzungen konfisziert und am 1. Dezember 1671 wurde er vor dem Grazer Rathaus hingerichtet. Die Grafschaft Reinstein (Regenstein), ein Lehen das ebenfalls zu Tattenbach gehörte, fiel hierauf an den Kurfürsten Friedrich Wilhelm von Brandenburg zurück.
Sein Sohn Anton (1657–1718) trat in das Zisterzienserkloster Rein ein und wurde Propst zu Straßengel.

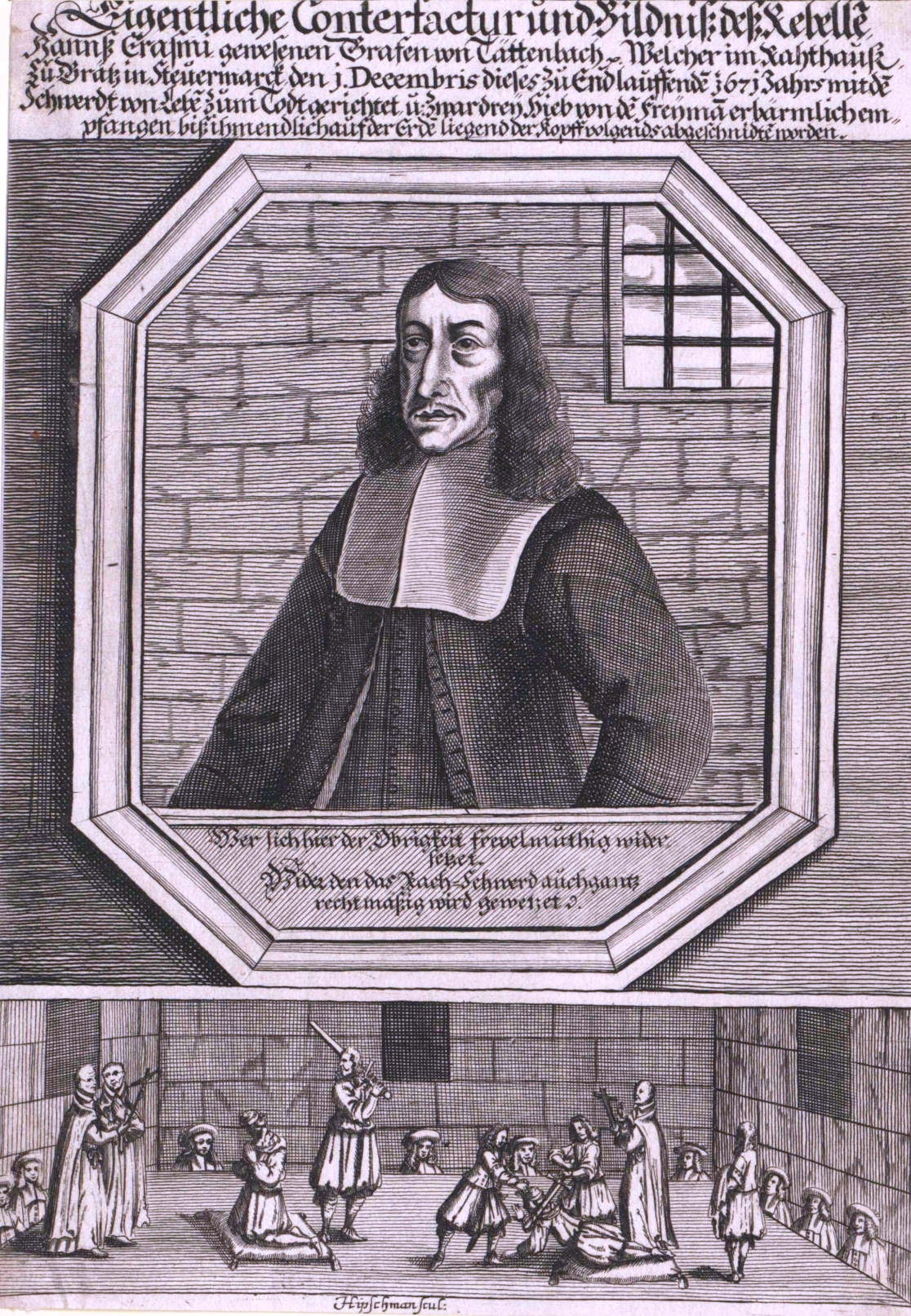
Gefangenschaft und Tod des Grafen